# Barksvampmal
Barksvampmal (Nemaxera betulinella) är en fjärilsart som beskrevs av Gustaf von Paykull 1785. Barksvampmal ingår i släktet Nemaxera och familjen äkta malar. Arten är reproducerande i Sverige. Inga underarter finns listade i Catalogue of Life.